# Pika (narzędzie kamienne)
Pika – narzędzie kamienne mające na obu końcach grube ostrza, używane do kopania w ziemi lub odłupywania skał.